# Kabinett Boumedienne II

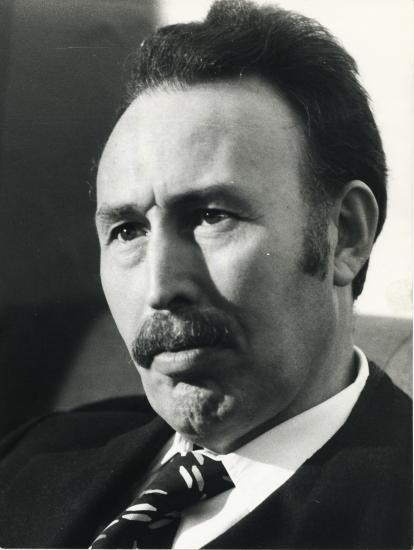
Houari Boumedienne war von 1965 bis 1978 Staatspräsident und Premierminister Algeriens

Das Kabinett Boumedienne II wurde in Algerien am 21. Juli 1970 von Staatspräsident und Premierminister Houari Boumedienne gebildet und löste das erste Kabinett Boumedienne ab. Am 23. April 1977 bildete Boumedienne sein drittes Kabinett.

## Mitglieder des Kabinetts
| Amt                                                           | Amtsinhaber                                 | Beginn der Amtszeit             |
| ------------------------------------------------------------- | ------------------------------------------- | ------------------------------- |
| Staatspräsident und Premierminister                           | Houari Boumedienne                          | 21. Juli 1970                   |
| Staatsminister                                                | Chérif Belkacem                             | 21. Juli 1970                   |
| Staatsminister und Transportminister                          | Rabah Bitat                                 | 21. Juli 1970                   |
| Außenminister                                                 | Abd al-Aziz Bouteflika                      | 21. Juli 1970                   |
| Innenminister                                                 | Ahmed Medeghri Mohamed Ben Ahmed Abdelghani | 21. Juli 1970 20. Dezember 1974 |
| Minister für Landwirtschaft und Agrarreformen                 | Mohamed Tayebi Larbi                        | 21. Juli 1970                   |
| Justizminister und Siegelbewahrer                             | Boualem Benhamouda                          | 21. Juli 1970                   |
| Minister für Grund- und Sekundarschulbildung                  | Abdelkrim Benmahmoud                        | 21. Juli 1970                   |
| Minister für Hochschulbildung und wissenschaftliche Forschung | Mohamed Seddik Benyahia                     | 21. Juli 1970                   |
| Minister für Volksgesundheit                                  | Omar Boudjellab                             | 21. Juli 1970                   |
| Minister für öffentliche Arbeiten und Bauwesen                | Abdelkader Zaïbek                           | 21. Juli 1970                   |
| Minister für Information und Kultur                           | Ahmed Taleb Ibrahimi                        | 21. Juli 1970                   |
| Minister für Industrie und Energie                            | Belaid Abdessalam                           | 21. Juli 1970                   |
| Minister für traditionelle Bildung und Religion               | Mouloud Kacem Naît Belkacem                 | 21. Juli 1970                   |
| Tourismusminister                                             | Abdelaziz Maoui                             | 21. Juli 1970                   |
| Minister für Arbeit und Soziales                              | Mohamed Saïd Mazouzi                        | 21. Juli 1970                   |
| Handelsminister                                               | Layachi Yaker                               | 21. Juli 1970                   |
| Finanzminister                                                | Smaïn Mahroug Abdelmalek Temmam             | 21. Juli 1970 14. Februar 1976  |
| Minister für Veteranen                                        | Mahmoud Guennez                             | 21. Juli 1970                   |
| Minister für Post und Telekommunikation                       | Mohamed Kadi Saïd Aït Messaoudene           | 21. Juli 1970 18. Dezember 1972 |
| Minister für Jugend und Sport                                 | Abdallah Fadel                              | 21. Juli 1970                   |
| Staatssekretär für Planung                                    | Kemal Abdallah-Khodja                       | 21. Juli 1970                   |
| Staatssekretär für Wasserkraft                                | Abdellah Arbaoui                            | 21. Juli 1970                   |